# Filipinas en los Juegos Olímpicos de Sapporo 1972
Filipinas estuvo representada en los Juegos Olímpicos de Sapporo 1972 por dos deportistas masculinos que compitieron en esquí alpino.
El equipo olímpico filipino no obtuvo ninguna medalla en estos Juegos.